# Henryk Romanowski
Henryk Romanowski (ur. 9 czerwca 1889 we Lwowie, zm. 30 listopada 1960 w Lublinie) – polski ekonomista rolny, profesor Uniwersytetu Marii Curie-Skłodowskiej w Lublinie.

## Życiorys
Był synem Aleksandra i Marii z Paralewiczów, starszym bratem Jadwigi (dyrektorki szkół pielęgniarskich). Ukończył gimnazjum we Lwowie i Akademię Rolniczą w Dublanach (z wyróżnieniem). Po studiach zarządzał gospodarstwami rolnymi. Od 1926 był asystentem w Katedrze Ekonomiki Rolniczej Politechniki Lwowskiej, w 1933 uzyskał doktorat (rozprawa Próba organizacji gospodarstwa włościańskiego w powiecie żółkiewskim), w 1936 habilitował się (rozprawa Wpływ położenia na ustosunkowanie kapitałów gospodarstw wiejskich). Do wybuchu II wojny światowej był docentem w Katedrze Ekonomiki Rolnictwa Politechniki Lwowskiej. Dekretem Ministra Rolnictwa i Reform Rolnych z 14 stycznia 1937 został mianowany radcą Lwowskiej Izby Rolniczej.
W czasie wojny wykładał maszynoznawstwo rolnicze w Dublanach (pod rządami rosyjskimi Akademia Rolnicza została przekształcona w Instytut Rolniczy, później Niemcy utworzyli zawodowe kursy rolnicze). Po wznowieniu działalności Instytutu Rolniczego w 1944 Romanowski został kierownikiem Katedry Genetyki i Selekcji Roślin.
W 1945 przeniósł się do Lublina. Organizował Katedrę Ekonomiki Rolnej Uniwersytet Marii Curie-Skłodowskiej (później Katedra Ekonomiki i Organizacji Rolnictwa na Wydziale Rolniczym) i kierował jej pracami, również po przekształceniu Wydziału Rolnictwa w Wyższą Szkołę Rolniczą (1955). W 1946 mianowany profesorem nadzwyczajnym, pełnił funkcje dziekana Wydziału Rolniczego UMCS (1947–1948) oraz prorektora ds. nauki Wyższej Szkoły Rolniczej (1956–1957). Przeszedł na emeryturę kilka miesięcy przed śmiercią w 1960.
Był członkiem Komitetu Ekonomiki Rolnictwa Polskiej Akademii Nauk, członkiem Rady Naukowej Instytutu Ekonomiki Rolnictwa, członkiem Lubelskiego Towarzystwa Naukowego, prezesem lubelskiego oddziału Polskiego Towarzystwa Ekonomicznego. 
Był autorem szeregu prac z ekonomiki rolnictwa. W okresie międzywojennym zajmował się badaniami nad organizacją gospodarstw rolnych i zainicjował działalność inspektoratu gospodarstw małych przy Katedrze Ekonomiki Rolniczej Politechniki Lwowskiej. Inspektorat ten został włączony następnie do Lwowskiej Izby Rolniczej, a po utworzeniu Komitetu Organizacji Drobnych Gospodarstw przy Ministerstwie Rolnictwa i Reform Rolnych Romanowski stanął na jego czele (1934–1939). 

## Publikacje
- Dochody większego gospodarstwa a kryzys (1934)
- Uwagi o umarzaniu i odpisach (1934)
- Z dziedziny potanienia kosztów produkcji trzody chlewnej (1934)
- Ogólne uwagi o organizacji gospodarstw chłopskich (1937)
- Badania pracy ludzkiej w gospodarstwach rolnych (1938)
- Rolnicza wartość dziedzin klimatycznych (1938)
- Niektóre ekonomiczne zagadnienia chowu zwierząt (1956)
- Organizacja przedsiębiorstwa rolniczego na terenie erodowanym (1957)

## Rodzina
Z małżeństwa z Jadwigą z Paparów (zm. 1977), zawartym w 1921, miał trzy córki: Marię zamężną Wartasiewiczową (ur. 1921), specjalistkę przemysłowych zanieczyszczeń środowiska, docenta w Instytucie Podstaw Inżynierii Środowiska PAN w Zabrzu, Janinę (1925–1945), studentkę medycyny, i Teresę (ur. 1927), pedagoga, pracownika Prymasowskiego Instytutu Ślubów Narodu w Warszawie.

## Ordery i odznaczenia
- Order Sztandaru Pracy II klasy
- Krzyż Kawalerski Orderu Odrodzenia Polski
- Złoty Krzyż Zasługi (22 lipca 1950)[2]